# Oceanodroma melania
Oceanodroma melania là một loài chim trong họ Hydrobatidae.